# Brutal Truth
O Brutal Truth é uma banda de grindcore de Nova York, nos Estados Unidos, formado no ano de 1990. A banda foi formada com os seguintes membros, Kevin Sharp nos vocais, Brent "Gurn" McCarthy na guitarra, Dan Lilker (ex-Nuclear Assault) no baixo e Scott Lewis na bateria.
Após alguns shows, a banda assina com a gravadora inglesa, Earache Records que lança o álbum Extreme Conditions Demand Extreme Responses. Em seguida lançam o EP Perpentual Conversion. Após várias turnês e os mini-álbuns Ill Neglect e Birth of Ignorance o baterista Scott Lewis deixa a banda, logo sendo substituído por Rich Hoak, que ficaria até o fim da banda.
Em 1994 lançam o álbum Need to Control, que gera um grande venda e turnês. Após o fim da turnê, a banda fica descontente com a atual gravadora e assina com a gravadora estadunidense Relapse Records, especializada em grindcore e lançam o mini-álbum Kill Trend Suicide, seguido do álbum Sounds of the Animal Kingdom.
A banda também lançou vários splits com algumas bandas e participou de várias coletâneas. Mas em 1998, acaba por motivos obscuros e cada membro seguiu com um projeto a parte (ex: Venomous Concept, Total Fucking Destruction, S.O.D).
Em 1999, a banda lança o CD duplo Goodbye Cruel World! e em 2000 é lançado apenas na Finlândia, o álbum ao vivo For Drug Crazed Grindfreaks Only! Live at Noctum Studios. Em breve, a banda prepara um retorno e promete novidades.
No Ano de 2001, a banda foi reconhecida no Guiness Book pelo videoclipe mais curto do mundo, com a música Collateral Damage com duração de apenas 2 minutos e 18 segundos.

## Formação
- Kevin Sharp - vocal
- Brent "Gurn" McCarty - guitarra
- Dan Lilker - baixo
- Rich Hoak - bateria

### Ex-membro
- Scott Lewis - bateria

## Discografia

### Álbuns de estúdio
- Extreme Conditions Demand Extreme Responses (1992)
- Need to Control (1994)
- Kill Trend Suicide (1996)
- Sounds of the Animal Kingdom (1997)
- Evolution Through Revolution (2009)

### EP's
- Perpentual Conversion (1992)
- Ill Neglect (1992)
- Birth of Ignorance (1993)
- Machine Parts + 4 (1998)
- Split 7"s 7" - lançado com as músicas do split com Converge de um lado e as músicas do split com Violent Society do outro lado(2008, Relapse Records)[1]

### Splits
- Brutal Truth/Spazz Split (1996)
- Brutal Truth/The Melvins 7" Split (1996)
- Brutal Truth/Converge Split (1997)
- Brutal Truth/Rupture Split (1997)
- Brutal Truth/Violent Society Split (1999)

### Ao vivo
- Birth of Ignorance (1993)
- Goodbye Cruel World! (1999)
- For Drug Crazed Grindfreaks Only! Live at Noctum Studios (2000)

### Single
- Godplayer (1994)

### Coletâneas
- Bread, The Inedible Napkin (1994)
- Spectrum Fest (1996)
- Nothing's Quiet on the Eastern Front (1997)
- Hellspawn (1998)
- Kill Your Idols - A Tribute to Agathocles (1998)
- Straight To Hell - a Tribute to Slayer (1999)
- Contamination (1999)

### Album tributo
- Choice of a New Generation (1999)

## Outros lançamentos
- Goodbye Cruel World (compilation of live material and rarities) (1999, Relapse Records)
- For Drug Crazed Grindfreaks Only! Live at Noctum Studios + 1 (2008, Relapse Records)[2]
- This Comp Kills Fascists Vol. 1 (2008, Relapse Records)